# Europaspiele 2015/Teilnehmer (Slowenien)
| Gelbes Symbol für Goldmedaillen mit stilisierten Olympischen Ringen | Graues Symbol für Silbermedaillen mit stilisierten Olympischen Ringen | Braundes Symbol für Bronzemedaillen mit stilisierten Olympischen Ringen |
| ------------------------------------------------------------------- | --------------------------------------------------------------------- | ----------------------------------------------------------------------- |
| 1                                                                   | 1                                                                     | 3                                                                       |

Slowenien nahm in Baku an den Europaspielen 2015 teil. Vom Olimpijski komite Slovenije wurden 80 Athleten in 16 Sportarten nominiert.

## Badminton
| Athleten                   | Wettbewerb | Gruppenphase                      | Gruppenphase        | Gruppenphase | Gruppenphase | Achtelfinale | Achtelfinale | Viertelfinale | Viertelfinale | Halbfinale | Halbfinale | Finale | Finale   | Rang |
| Athleten                   | Wettbewerb | Gegner                            | Ergebnis            | Punkte       | Rang         | Gegner       | Ergebnis     | Gegner        | Ergebnis      | Gegner     | Ergebnis   | Gegner | Ergebnis | Rang |
| -------------------------- | ---------- | --------------------------------- | ------------------- | ------------ | ------------ | ------------ | ------------ | ------------- | ------------- | ---------- | ---------- | ------ | -------- | ---- |
| Frauen                     |            |                                   |                     |              |              |              |              |               |               |            |            |        |          |      |
| Kaja Stanković             | Einzel     | Jana Čižnárová                    | 21:10, 21:23, 16:21 | 0            | 4            | –            | –            | –             | –             | –          | –          | –      | –        |      |
| Kaja Stanković             | Einzel     | Kristína Ludíková                 | 10:21, 12:21        | 0            | 4            | –            | –            | –             | –             | –          | –          | –      | –        |      |
| Kaja Stanković             | Einzel     | Jeanine Cicognini                 | 19:21, 20:21        | 0            | 4            | –            | –            | –             | –             | –          | –          | –      | –        |      |
| Männer                     |            |                                   |                     |              |              |              |              |               |               |            |            |        |          |      |
| Iztok Utroša               | Einzel     | Pablo Abián                       | 9:21, 12:21         | 2            | 3            | –            | –            | –             | –             | –          | –          | –      | –        |      |
| Iztok Utroša               | Einzel     | Dieter Domke                      | 8:21, 18:21         | 2            | 3            | –            | –            | –             | –             | –          | –          | –      | –        |      |
| Iztok Utroša               | Einzel     | Raul Must                         | 21:17, 21:16        | 2            | 3            | –            | –            | –             | –             | –          | –          | –      | –        |      |
| Mixed                      |            |                                   |                     |              |              |              |              |               |               |            |            |        |          |      |
| Kaja Stanković Primoz Flis | Doppel     | Fatma Nur Yavuz Melih Turgut      | 17:21, 15:21        | 0            | 4            | –            | –            | –             | –             | –          | –          | –      | –        |      |
| Kaja Stanković Primoz Flis | Doppel     | Henadij Natarow Yuliya Kazarinova | 9:21, 15:21         | 0            | 4            | –            | –            | –             | –             | –          | –          | –      | –        |      |
| Kaja Stanković Primoz Flis | Doppel     | Sara Thygesen Niclas Nøhr         | 8:21, 11:21         | 0            | 4            | –            | –            | –             | –             | –          | –          | –      | –        |      |

## Basketball 3x3
| Athleten                                            | Gruppenphase                             | Achtelfinale | Achtelfinale | Viertelfinale | Viertelfinale | Halbfinale | Halbfinale | Finale/Spiel um Bronze | Finale/Spiel um Bronze | Rang |
| Athleten                                            | Gruppenphase                             | Gegner       | Ergebnis     | Gegner        | Ergebnis      | Gegner     | Ergebnis   | Gegner                 | Ergebnis               | Rang |
| --------------------------------------------------- | ---------------------------------------- | ------------ | ------------ | ------------- | ------------- | ---------- | ---------- | ---------------------- | ---------------------- | ---- |
| Frauen                                              |                                          |              |              |               |               |            |            |                        |                        |      |
| Ana Ljubenović Maša Piršič Živa Zdolšek Urša Žibert | Irland 14:10 Slowakei 15:9 Spanien 10:18 | Belgien      | 14:11        | Schweiz       | 17:11         | Ukraine    | 16:21      | Spanien                | 9:19                   | 4    |
| Männer                                              |                                          |              |              |               |               |            |            |                        |                        |      |
| Jure Eržen Boris Jeršin Dario Krejić Uroš Troppan   | Israel 16:7 Litauen 20:18 Rumänien 15:10 | Schweiz      | 16:14        | Griechenland  | 18:17         | Russland   | 8:21       | Serbien                | 14:21                  | 4    |

## Bogenschießen
| Athleten             | Wettbewerb | Platzierungsrunde | Platzierungsrunde | 1. Runde (64er)  | 1. Runde (64er) | 2. Runde (32er)        | 2. Runde (32er) | Achtelfinale | Achtelfinale | Viertelfinale | Viertelfinale | Halbfinale | Halbfinale | Finale/Spiel um Bronze | Finale/Spiel um Bronze | Rang  |
| Athleten             | Wettbewerb | Ringe             | Rang              | Gegner           | Ergebnis        | Gegner                 | Ergebnis        | Gegner       | Ergebnis     | Gegner        | Ergebnis      | Gegner     | Ergebnis   | Gegner                 | Ergebnis               | Rang  |
| -------------------- | ---------- | ----------------- | ----------------- | ---------------- | --------------- | ---------------------- | --------------- | ------------ | ------------ | ------------- | ------------- | ---------- | ---------- | ---------------------- | ---------------------- | ----- |
| Frauen               |            |                   |                   |                  |                 |                        |                 |              |              |               |               |            |            |                        |                        |       |
| Ana Umer             | Einzel     | 636               | 20                | Alena Tolkach    | 5 : 6           | –                      | –               | –            | –            | –             | –             | –          | –          | –                      | –                      | 33–64 |
| Männer               |            |                   |                   |                  |                 |                        |                 |              |              |               |               |            |            |                        |                        |       |
| Rok Bizjak           | Einzel     | 647               | 39                | Bård Nesteng     | 0 : 6           | –                      | –               | –            | –            | –             | –             | –          | –          | –                      | –                      | 33–64 |
| Den Habjan Malavašič | Einzel     | 616               | 56                | Pavel Dalidovich | 6 : 0           | Juan Ignacio Rodríguez | 7 : 1           | Lucas Daniel | 0 : 6        | –             | –             | –          | –          | –                      | –                      | 9–16  |
| Jaka Komočar         | Einzel     | 629               | 54                | Yagiz Yilmaz     | 3 : 7           | –                      | –               | –            | –            | –             | –             | –          | –          | –                      | –                      | 33–64 |
| Mannschaft           | Mannschaft | 1892              | 13                | –                | –               | –                      | –               | Ukraine      | 2 : 6        | –             | –             | –          | –          | –                      | –                      | 9–13  |
| Mixed                |            |                   |                   |                  |                 |                        |                 |              |              |               |               |            |            |                        |                        |       |
| Ana Umer Rok Bizjak  | Team       | 1283              | 15                | –                | –               | –                      | –               | Deutschland  | 6 : 2        | Belarus       | 6 : 2         | Georgien   | 1 : 5      | Ukraine                | 1 : 5                  | 4     |

## Boxen
| Athleten        | Wettbewerb                  | 1. Runde (32er)   | 1. Runde (32er) | Achtelfinale   | Achtelfinale | Viertelfinale    | Viertelfinale | Halbfinale | Halbfinale | Finale | Finale   | Rang |
| Athleten        | Wettbewerb                  | Gegner            | Ergebnis        | Gegner         | Ergebnis     | Gegner           | Ergebnis      | Gegner     | Ergebnis   | Gegner | Ergebnis | Rang |
| --------------- | --------------------------- | ----------------- | --------------- | -------------- | ------------ | ---------------- | ------------- | ---------- | ---------- | ------ | -------- | ---- |
| Männer          |                             |                   |                 |                |              |                  |               |            |            |        |          |      |
| Edin Sejdinović | Halbweltergewicht bis 64 kg | Collazo Sotomayor | 0:3             | –              | –            | –                | –             | –          | –          | –      | –        |      |
| Aljaž Venko     | Mittelgewicht bis 75 kg     | –                 | –               | Dmitri Tretyak | 2:1          | Michael O’Reilly | 0:3           | –          | –          | –      | –        |      |
| Denis Lazar     | Halbschwergewicht bis 81 kg | Cem Karlıdağ      | TKO             | –              | –            | –                | –             | –          | –          | –      | –        |      |

## Judo
| Athleten                    | Wettbewerb         | 1. Runde       | 1. Runde  | 2. Runde            | 2. Runde  | Achtelfinale           | Achtelfinale | Viertelfinale       | Viertelfinale | Hoffnungsrunde Halbfinale | Hoffnungsrunde Halbfinale | Halbfinale    | Halbfinale | Hoffnungsrunde Finale | Hoffnungsrunde Finale | Finale / Kampf um Bronze | Finale / Kampf um Bronze | Rang   |
| Athleten                    | Wettbewerb         | Gegner         | Ergebnis  | Gegner              | Ergebnis  | Gegner                 | Ergebnis     | Gegner              | Ergebnis      | Gegner                    | Ergebnis                  | Gegner        | Ergebnis   | Gegner                | Ergebnis              | Gegner                   | Ergebnis                 | Rang   |
| --------------------------- | ------------------ | -------------- | --------- | ------------------- | --------- | ---------------------- | ------------ | ------------------- | ------------- | ------------------------- | ------------------------- | ------------- | ---------- | --------------------- | --------------------- | ------------------------ | ------------------------ | ------ |
| Frauen                      |                    |                |           |                     |           |                        |              |                     |               |                           |                           |               |            |                       |                       |                          |                          |        |
| Kristina Vršič              | Klasse bis 48 kg   | –              | –         | Leyla Əliyeva       | 0001-0000 | –                      | –            | –                   | –             | –                         | –                         | –             | –          | –                     | –                     | –                        | –                        |        |
| Petra Nareks                | Klasse bis 52 kg   | –              | –         | Tetjana Lewyzka     | 0001-1110 | –                      | –            | –                   | –             | –                         | –                         | –             | –          | –                     | –                     | –                        | –                        |        |
| Vlora Beđeti                | Klasse bis 57 kg   | –              | –         | Giulia Quintavalle  | 0003-0002 | –                      | –            | –                   | –             | –                         | –                         | –             | –          | –                     | –                     | –                        | –                        |        |
| Nina Milošević              | Klasse bis 63 kg   | –              | –         | Laura Salles Lopez  | 0011-0002 | Kathrin Unterwurzacher | 0000-0012    | –                   | –             | –                         | –                         | –             | –          | –                     | –                     | –                        | –                        |        |
| Tina Trstenjak              | Klasse bis 63 kg   | –              | –         | –                   | –         | Andreja Đaković        | 0010-0002    | Juul Franssen       | 0010-0011     | –                         | –                         | Yarden Gerbi  | 1000-0001  | –                     | –                     | Martyna Trajdos          | 0000-0101                | Silber |
| Anka Pogačnik               | Klasse bis 70 kg   | –              | –         | Juliane Robra       | 0000-0112 | –                      | –            | –                   | –             | –                         | –                         | –             | –          | –                     | –                     | –                        | –                        |        |
| Klara Apotekar              | Klasse bis 78 kg   | –              | –         | Anastasia Dmitrieva | 0002-1002 | –                      | –            | –                   | –             | –                         | –                         | –             | –          | –                     | –                     | –                        | –                        |        |
| Anamari Klementina Velensek | Klasse bis 78 kg   | –              | –         | –                   | –         | Marta Tort Merino      | 1112-0000    | Victoriia Turks     | 0000-0002     | –                         | –                         | Luise Malzahn | 0002-0001  | Natalie Powell        | 1002-0000             | –                        | –                        | Bronze |
| Mannschaft                  | Mannschaft         | –              | –         | –                   | –         | –                      | –            | Italien             | 3:2           | Frankreich                | 0:5                       | –             | –          | Ungarn                | 3:2                   | –                        | –                        | Bronze |
| Männer                      |                    |                |           |                     |           |                        |              |                     |               |                           |                           |               |            |                       |                       |                          |                          |        |
| Matjaž Trbovc               | Klasse bis 60 kg   | –              | –         | Ahmet Kaba          | 1102-0010 | Howhannes Dawtjan      | 0001-0101    | –                   | –             | –                         | –                         | –             | –          | –                     | –                     | –                        | –                        |        |
| Adrian Gomboc               | Klasse bis 66 kg   | –              | –         | Heorhij Santaraja   | 000-100   | –                      | –            | –                   | –             | –                         | –                         | –             | –          | –                     | –                     | –                        | –                        |        |
| Andraz Jereb                | Klasse bis 66 kg   | –              | –         | Golan Pollack       | 0012-0103 | –                      | –            | –                   | –             | –                         | –                         | –             | –          | –                     | –                     | –                        | –                        |        |
| Rok Drakšič                 | Klasse bis 73 kg   | –              | –         | Aliaksei Ramanchyk  | 0022-0001 | André Alves            | 0011-0003    | Nugzar Tatalashvili | 0002-0000     | Nikola Gusic              | 101-000                   | –             | –          | Denis Jarzew          | 1003-0011             | –                        | –                        | Bronze |
| Gasper Jerman               | Klasse bis 81 kg   | Nemanja Majdov | 0102-0002 | –                   | –         | –                      | –            | –                   | –             | –                         | –                         | –             | –          | –                     | –                     | –                        | –                        |        |
| Jesenko Četić               | Klasse bis 81 kg   | Jaromír Musil  | 0002-0001 | –                   | –         | –                      | –            | –                   | –             | –                         | –                         | –             | –          | –                     | –                     | –                        | –                        |        |
| David Kukovica              | Klasse bis 90 kg   | –              | –         | Ilias Iliadis       | 0003-1010 | –                      | –            | –                   | –             | –                         | –                         | –             | –          | –                     | –                     | –                        | –                        |        |
| Mihael Žgank                | Klasse bis 90 kg   | –              | –         | Joakim Dvärby       | 0011-0001 | Alexandre Iddir        | 0102-0001    | Warlam Liparteliani | 0001-0101     | Guillaume Elmont          | 0002-0113                 | –             | –          | –                     | –                     | –                        | –                        |        |
| Matjaž Ceraj                | Klasse über 100 kg | –              | –         | Ushangi Kokauri     | 0003-1011 | –                      | –            | –                   | –             | –                         | –                         | –             | –          | –                     | –                     | –                        | –                        |        |
| Mannschaft                  | Mannschaft         | –              | –         | –                   | –         | Ukraine                | 2:3          | –                   | –             | –                         | –                         | –             | –          | –                     | –                     | –                        | –                        |        |

## Kanu
| Athleten                      | Wettbewerb | Vorlauf    | Vorlauf | Halbfinale | Halbfinale | Finale     | Finale | Rang |
| Athleten                      | Wettbewerb | Zeit (min) | Rang    | Zeit (min) | Rang       | Zeit (min) | Rang   | Rang |
| ----------------------------- | ---------- | ---------- | ------- | ---------- | ---------- | ---------- | ------ | ---- |
| Frauen                        |            |            |         |            |            |            |        |      |
| Špela Ponomarenko Janić       | K1 500 m   | 1:53,438   | 8       | 1:48,358   | 5          | 2:05,754   | 6      | 6    |
| Männer                        |            |            |         |            |            |            |        |      |
| Jošt Zakrajšek                | K1 1000 m  | 3:45,367   | 24      | 3:32,307   | 21         | –          | –      |      |
| Jošt Zakrajšek                | K1 5000 m  |            |         |            |            | 21:49,421  | 12     | 12   |
| Alan Apollonio Simon Blažević | K2 1000 m  | 3:18,124   | 12      | 3:14,501   | 7          | –          | –      |      |

## Karate
| Athleten     | Wettbewerb        | Gruppenphase                                 | Gruppenphase | Halbfinale  | Halbfinale | Finale/Kampf um Bronze | Finale/Kampf um Bronze | Rang |
| Athleten     | Wettbewerb        | Gegner                                       | Ergebnis     | Gegner      | Ergebnis   | Gegner                 | Ergebnis               | Rang |
| ------------ | ----------------- | -------------------------------------------- | ------------ | ----------- | ---------- | ---------------------- | ---------------------- | ---- |
| Frauen       |                   |                                              |              |             |            |                        |                        |      |
| Tjaša Ristič | Kumite über 68 kg | Lucie Ignace Irene Colomar Costa Nele De Vos | 0:0 1:1 7:0  | Merve Çoban | 0:6        | Ana Lenard             | 0:6                    | 4    |

## Radsport

### Mountainbike
| Athleten        | Wettbewerb    | Zeit (h)   | Rang       |
| --------------- | ------------- | ---------- | ---------- |
| Frauen          |               |            |            |
| Blaža Klemenčič | Cross-Country | 1:35:29    | 6          |
| Tina Perše      | Cross-Country | 1:40:01    | 14         |
| Männer          |               |            |            |
| Gregor Krajnc   | Cross-Country | überrundet | überrundet |

### Straße
| Athleten        | Wettbewerb      | Zeit                 | Rang                 |
| --------------- | --------------- | -------------------- | -------------------- |
| Frauen          |                 |                      |                      |
| Polona Batagelj | Straßenrennen   | 3:25:53              | 21                   |
| Polona Batagelj | Einzelzeitfahrt | 35:33,69             | 16                   |
| Urška Pintar    | Straßenrennen   | 3:25:53              | 23                   |
| Männer          |                 |                      |                      |
| Gregor Gazvoda  | Straßenrennen   | Rennen nicht beendet | Rennen nicht beendet |
| Luka Mezgec     | Straßenrennen   | nicht angetreten     | nicht angetreten     |
| Matej Mugerli   | Straßenrennen   | 5:33:43              | 29                   |
| Jan Tratnik     | Straßenrennen   | Rennen nicht beendet | Rennen nicht beendet |
| Jan Tratnik     | Einzelzeitfahrt | 1:04:43,83           | 20                   |

## Ringen
| Athleten                         | Wettbewerb       | 1. Runde          | 1. Runde | Achtelfinale     | Achtelfinale | Viertelfinale | Viertelfinale | Halbfinale | Halbfinale | Hoffnungsrunde Viertelfinale | Hoffnungsrunde Viertelfinale | Hoffnungsrunde Halbfinale | Hoffnungsrunde Halbfinale | Hoffnungsrunde Finale | Hoffnungsrunde Finale | Finale | Finale   | Rang |
| Athleten                         | Wettbewerb       | Gegner            | Ergebnis | Gegner           | Ergebnis     | Gegner        | Ergebnis      | Gegner     | Ergebnis   | Gegner                       | Ergebnis                     | Gegner                    | Ergebnis                  | Gegner                | Ergebnis              | Gegner | Ergebnis | Rang |
| -------------------------------- | ---------------- | ----------------- | -------- | ---------------- | ------------ | ------------- | ------------- | ---------- | ---------- | ---------------------------- | ---------------------------- | ------------------------- | ------------------------- | --------------------- | --------------------- | ------ | -------- | ---- |
| griechisch-römischer Stil Männer |                  |                   |          |                  |              |               |               |            |            |                              |                              |                           |                           |                       |                       |        |          |      |
| Daniel Kočar                     | Klasse bis 59 kg | –                 | –        | Stig André Berge | 0:4          | –             | –             | –          | –          | –                            | –                            | –                         | –                         | –                     | –                     | –      | –        |      |
| Jure Kuhar                       | Klasse bis 75 kg | Evrik Nikoghosyan | 0:3      | –                | –            | –             | –             | –          | –          | –                            | –                            | –                         | –                         | –                     | –                     | –      | –        |      |

## Sambo
| Athleten    | Wettbewerb       | Achtelfinale       | Achtelfinale | Viertelfinale | Viertelfinale | Hoffnungsrunde Halbfinale | Hoffnungsrunde Halbfinale | Halbfinale | Halbfinale | Hoffnungsrunde Finale | Hoffnungsrunde Finale | Finale / Kampf um Bronze | Finale / Kampf um Bronze | Rang |
| Athleten    | Wettbewerb       | Gegner             | Ergebnis     | Gegner        | Ergebnis      | Gegner                    | Ergebnis                  | Gegner     | Ergebnis   | Gegner                | Ergebnis              | Gegner                   | Ergebnis                 | Rang |
| ----------- | ---------------- | ------------------ | ------------ | ------------- | ------------- | ------------------------- | ------------------------- | ---------- | ---------- | --------------------- | --------------------- | ------------------------ | ------------------------ | ---- |
| Männer      |                  |                    |              |               |               |                           |                           |            |            |                       |                       |                          |                          |      |
| Tadej Ćutuk | Klasse bis 74 kg | Kakha Mamulashvili | 0:4          | –             | –             | –                         | –                         | –          | –          | –                     | –                     | –                        | –                        |      |

## Schießen
| Athleten                    | Klasse  | Wettbewerb                           | Qualifikation   | Qualifikation | Finale          | Finale | Rang |
| Athleten                    | Klasse  | Wettbewerb                           | Ringe/ Scheiben | Rang          | Ringe/ Scheiben | Rang   | Rang |
| --------------------------- | ------- | ------------------------------------ | --------------- | ------------- | --------------- | ------ | ---- |
| Frauen                      |         |                                      |                 |               |                 |        |      |
| Jasmina Maček               | Flinte  | Trap                                 | 59              | 19            | –               | –      |      |
| Živa Dvoršak                | Gewehr  | Luftgewehr 10 m                      | 411,0           | 26            | –               | –      |      |
| Živa Dvoršak                | Gewehr  | Kleinkaliber Dreistellungskampf 50 m | 576             | 18            | –               | –      |      |
| Urška Kuharič               | Gewehr  | Luftgewehr 10 m                      | 412,6           | 17            | –               | –      |      |
| Urška Kuharič               | Gewehr  | Kleinkaliber Dreistellungskampf 50 m | 571             | 26            | –               | –      |      |
| Petra Dobravec              | Pistole | Luftpistole 10 m                     | 363             | 33            | –               | –      |      |
| Männer                      |         |                                      |                 |               |                 |        |      |
| Boštjan Maček               | Flinte  | Trap                                 | 117             | 20            | –               | –      |      |
| Rajmond Debevec             | Gewehr  | Kleinkaliber Dreistellungskampf 50 m | 1137            | 26            | –               | –      |      |
| Rajmond Debevec             | Gewehr  | Kleinkaliber liegend 50 m            | 614,1           | 15            | –               | –      |      |
| Mixed                       |         |                                      |                 |               |                 |        |      |
| Jasmina Maček Boštjan Maček | Flinte  | Trap                                 | 84              | 8             | –               | –      |      |

## Taekwondo
| Athleten       | Wettbewerb        | Achtelfinale     | Achtelfinale | Viertelfinale   | Viertelfinale | Hoffnungsrunde Halbfinale | Hoffnungsrunde Halbfinale | Halbfinale   | Halbfinale | Hoffnungsrunde Finale / Bronzekampf | Hoffnungsrunde Finale / Bronzekampf | Finale | Finale   | Rang |
| Athleten       | Wettbewerb        | Gegner           | Ergebnis     | Gegner          | Ergebnis      | Gegner                    | Ergebnis                  | Gegner       | Ergebnis   | Gegner                              | Ergebnis                            | Gegner | Ergebnis | Rang |
| -------------- | ----------------- | ---------------- | ------------ | --------------- | ------------- | ------------------------- | ------------------------- | ------------ | ---------- | ----------------------------------- | ----------------------------------- | ------ | -------- | ---- |
| Frauen         |                   |                  |              |                 |               |                           |                           |              |            |                                     |                                     |        |          |      |
| Franka Anić    | Klasse bis 67 kg  | Rabia Gülec      | 4:3          | Elin Johansson  | 4:5           | –                         | –                         | –            | –          | –                                   | –                                   | –      | –        |      |
| Nuša Rajher    | Klasse über 67 kg | Gwladys Épangue  | 2:6          | –               | –             | Olga Iwanowa              | 1:2                       | –            | –          | –                                   | –                                   | –      | –        |      |
| Männer         |                   |                  |              |                 |               |                           |                           |              |            |                                     |                                     |        |          |      |
| Jure Pantar    | Klasse bis 68 kg  | Aykhan Taghizade | 3:11         | –               | –             | Joel González             | 3:11                      | –            | –          | –                                   | –                                   | –      | –        |      |
| Ivan Trajković | Klasse über 80 kg | Piotr Hatowski   | 14:8         | Leonardo Basile | 10:9          | –                         | –                         | Radik İsayev | 2:17       | Daniel Ros Gómez                    | 3:15                                | –      | –        | 4    |

## Tischtennis
| Athleten    | Wettbewerb | 1. Runde         | 1. Runde | 2. Runde      | 2. Runde | Achtelfinale   | Achtelfinale | Viertelfinale | Viertelfinale | Halbfinale | Halbfinale | Finale/Spiel um Platz 3 | Finale/Spiel um Platz 3 | Rang |
| Athleten    | Wettbewerb | Gegner           | Ergebnis | Gegner        | Ergebnis | Gegner         | Ergebnis     | Gegner        | Ergebnis      | Gegner     | Ergebnis   | Gegner                  | Ergebnis                | Rang |
| ----------- | ---------- | ---------------- | -------- | ------------- | -------- | -------------- | ------------ | ------------- | ------------- | ---------- | ---------- | ----------------------- | ----------------------- | ---- |
| Frauen      |            |                  |          |               |          |                |              |               |               |            |            |                         |                         |      |
| Alex Galič  | Einzel     | Barbora Balážová | 1:4      | –             | –        | –              | –            | –             | –             | –          | –          | –                       | –                       |      |
| Männer      |            |                  |          |               |          |                |              |               |               |            |            |                         |                         |      |
| Bojan Tokič | Einzel     | Ivan Katkov      | 4:0      | Robert Gardos | 4:1      | Paul Drinkhall | 2:4          | –             | –             | –          | –          | –                       | –                       |      |

## Triathlon
| Athleten     | Wettbewerb | Zeit (h) | Rang |
| ------------ | ---------- | -------- | ---- |
| Frauen       |            |          |      |
| Eva Skaza    | Einzel     | 2:12:27  | 32   |
| Männer       |            |          |      |
| Domen Dornik | Einzel     | 1:53:37  | 29   |

## Turnen

### Geräteturnen
| Athletinnen | Wettbewerb    | Sprung | Sprung | Stufenbarren | Stufenbarren | Boden  | Boden | Schwebebalken | Schwebebalken | Gesamt | Gesamt |
| Athletinnen | Wettbewerb    | Punkte | Rang   | Punkte       | Rang         | Punkte | Rang  | Punkte        | Rang          | Punkte | Rang   |
| ----------- | ------------- | ------ | ------ | ------------ | ------------ | ------ | ----- | ------------- | ------------- | ------ | ------ |
| Frauen      |               |        |        |              |              |        |       |               |               |        |        |
| Saša Golob  | Qualifikation | –      | –      | –            | –            | 13,233 | 18    | –             | –             | –      | –      |

| Athleten        | Wettbewerb    | Boden  | Boden | Pauschenpferd | Pauschenpferd | Ringe  | Ringe | Sprung | Sprung | Barren | Barren | Reck   | Reck | Gesamt | Gesamt |
| Athleten        | Wettbewerb    | Punkte | Rang  | Punkte        | Rang          | Punkte | Rang  | Punkte | Rang   | Punkte | Rang   | Punkte | Rang | Punkte | Rang   |
| --------------- | ------------- | ------ | ----- | ------------- | ------------- | ------ | ----- | ------ | ------ | ------ | ------ | ------ | ---- | ------ | ------ |
| Männer          |               |        |       |               |               |        |       |        |        |        |        |        |      |        |        |
| Sašo Bertoncelj | Qualifikation | –      | –     | 15,166        | 2             | –      | –     | –      | –      | –      | –      | –      | –    | –      | –      |
| Sašo Bertoncelj | Pauschenpferd | –      | –     | 14,966        | Gold          | –      | –     | –      | –      | –      | –      | –      | –    | –      | –      |

## Wassersport

### Schwimmen
Hier fanden Jugendwettbewerbe statt. Bei den Frauen ist das die U17 (Jahrgang 1999) und bei den Männern die U19 (Jahrgang 1997).
| Athleten                                            | Wettbewerb          | Vorlauf         | Vorlauf         | Halbfinale  | Halbfinale | Finale       | Finale | Rang |
| Athleten                                            | Wettbewerb          | Zeit            | Rang            | Zeit        | Rang       | Zeit         | Rang   | Rang |
| --------------------------------------------------- | ------------------- | --------------- | --------------- | ----------- | ---------- | ------------ | ------ | ---- |
| Frauen                                              |                     |                 |                 |             |            |              |        |      |
| Kaja Balant Marin                                   | 50 m Schmetterling  | 28,21 s         | 18              | -           | -          | -            | -      |      |
| Kaja Balant Marin                                   | 100 m Schmetterling | 1:03,00 min     | 20              | -           | -          | -            | -      |      |
| Neža Klančar                                        | 100 m Freistil      | 58,53 s         | 26              | -           | -          | -            | -      |      |
| Neža Klančar                                        | 100 m Brust         | 1:14,85 min     | 30              | -           | -          | -            | -      |      |
| Neža Klančar                                        | 200 m Brust         | 2:34,23 min     | 10              | 2:33,11 min | 7          | 2:34,65 min  | 6      | 6    |
| Neža Klančar                                        | 200 m Lagen         | 2:22,53 min     | 17              | 2:20,83 min | 10         | -            | -      |      |
| Neža Kocijan                                        | 50 m Freistil       | 27,17 s         | 29              | -           | -          | -            | -      |      |
| Neža Kocijan                                        | 100 m Freistil      | 59,61 s         | 47              | -           | -          | -            | -      |      |
| Gaja Kristan                                        | 1500 m Freistil     | -               | -               | -           | -          | 17:36,04 min | 11     | 11   |
| Gaja Kristan                                        | 200 m Rücken        | 2:20,08 min     | 18              | -           | -          | -            | -      |      |
| Gaja Kristan                                        | 200 m Schmetterling | 2:22,00 min     | 18              | -           | -          | -            | -      |      |
| Izabela Milanez                                     | 50 m Schmetterling  | 29,69 s         | 43              | -           | -          | -            | -      |      |
| Izabela Milanez                                     | 100 m Schmetterling | 1:05,52 min     | 35              | -           | -          | -            | -      |      |
| Izabela Milanez                                     | 200 m Schmetterling | 2:23,89 min     | 21              | -           | -          | -            | -      |      |
| Diana Naglič                                        | 50 m Schmetterling  | 28,80 s         | 31              | -           | -          | -            | -      |      |
| Diana Naglič                                        | 100 m Schmetterling | 1:02,90 min     | 19              | -           | -          | -            | -      |      |
| Diana Naglič                                        | 200 m Schmetterling | 2:17,21 min     | 11              | 2:16,64 min | 10         | -            | -      |      |
| Diana Naglič                                        | 200 m Lagen         | disqualifiziert | disqualifiziert | -           | -          | -            | -      |      |
| Ava Schollmayer                                     | 50 m Rücken         | 29,83 s         | 9               | 29,75 s     | 11         | -            | -      |      |
| Ava Schollmayer                                     | 100 m Rücken        | 1:07,99 min     | 34              | -           | -          | -            | -      |      |
| Ava Schollmayer                                     | 200 m Rücken        | 2:28,16 min     | 31              | -           | -          | -            | -      |      |
| Maja Uduc                                           | 400 m Freistil      | 4:33,93 min     | 38              | -           | -          | -            | -      |      |
| Maja Uduc                                           | 800 m Freistil      | -               | -               | -           | -          | 9:21,36 min  | 22     | 22   |
| Maja Uduc                                           | 1500 m Freistil     | -               | -               | -           | -          | 17:31,28 min | 10     | 10   |
| Tara Vovk                                           | 50 m Brust          | 32,71 s         | 11              | 32,42 s     | 8          | 32,29 s      | 6      | 6    |
| Tara Vovk                                           | 100 m Brust         | 1:11,92 min     | 13              | 1:11,50 min | 6          | 1:11,56 min  | 7      | 7    |
| Tara Vovk                                           | 200 m Brust         | 2:36,67 min     | 16              | 2:34,80 min | 9          | -            | -      |      |
| Neža Klančar Diana Naglič Ava Schollmayer Tara Vovk | 4×100 m Lagen       | 4:19,20 min     | 7               | -           | -          | 4:16,89 min  | 7      | 7    |
| Männer                                              |                     |                 |                 |             |            |              |        |      |
| Blaž Demšar                                         | 200 m Freistil      | 1:52,72 min     | 20              | 1:52,80 min | 13         | -            | -      |      |
| Blaž Demšar                                         | 400 m Freistil      | 4:02,62 min     | 35              | -           | -          | -            | -      |      |
| Blaž Demšar                                         | 50 m Schmetterling  | 25,99 s         | 52              | -           | -          | -            | -      |      |
| Blaž Demšar                                         | 100 m Schmetterling | 57,89 s         | 47              | -           | -          | -            | -      |      |
| Blaž Demšar                                         | 200 m Schmetterling | 2:04,70 min     | 22              | -           | -          | -            | -      |      |
| Blaž Demšar                                         | 400 m Lagen         | 4:42,68 min     | 39              | -           | -          | -            | -      |      |
| Grega Popović                                       | 400 m Freistil      | 3:57,27 min     | 17              | -           | -          | -            | -      |      |
| Grega Popović                                       | 800 m Freistil      | -               | -               | -           | -          | 8:14,91 min  | 11     | 11   |
| Grega Popović                                       | 1500 m Freistil     | -               | -               | -           | -          | 16:02,06 min | 18     | 18   |
| Vito Vodenik                                        | 50 m Rücken         | 28,25 s         | 41              | -           | -          | -            | -      |      |
| Vito Vodenik                                        | 100 m Rücken        | 59,83 s         | 46              | -           | -          | -            | -      |      |
| Vito Vodenik                                        | 200 m Rücken        | 2:05,83 min     | 23              | -           | -          | -            | -      |      |